# NGC 2127
NGC 2127 је расејано звездано јато у сазвежђу Златна риба које се налази на NGC листи објеката дубоког неба.
Деклинација објекта је - 69° 21' 41" а ректасцензија 5h 51m 22,4s. Привидна величина (магнитуда) објекта NGC 2127 износи 11,6 а фотографска магнитуда 12,0. NGC 2127 је још познат и под ознакама ESO 57-SC45.